# International University of Management
Die International University of Management (IUM) in Namibia ist eine private, staatlich anerkannte Universität mit Sitz in Windhoek.
Die IUM erreichte 2014 den 753. Platz der besten Hochschulen in Afrika und wurde mit Stand Januar 2025 nicht mehr in der Liste geführt.
Die Universität bietet Bachelor- und Master-Abschlüsse in den Bereichen Management, Bildung, Informationstechnologie, Umweltmanagement und Gesundheit an.
Der IUM-Gründungsvorsitzende und Rektor David Namwandi war am 21. März 2010 von seinen Ämtern zurückgetreten, da er zum Vize-Bildungsminister ernannt wurde. Von 2012 bis 2015 war er Bildungsminister. Er ist (Stand März 2025) aktuell wieder Vorsitzender der IUM.

## Kampen
Der neue Hauptcampus wurde seit Ende 2008 im Stadtteil Windhoek-Dorado Park errichtet und am 26. April 2011 eröffnet.
Die Einrichtung unterhält Außenstellen in Swakopmund, Walvis Bay, Ongwediva, Nkurenkuru, Okahao und Eenhana.